# Castle Bromwich
Castle Bromwich is een civil parish in het bestuurlijke gebied Solihull, in het Engelse graafschap West Midlands met 11.217 inwoners.